# 上敏斯特
上敏斯特（英語：Upminster），又譯上敏，是倫敦的一個地區，位於倫敦東部，查令十字東北16.5英里（26.6），是黑夫靈倫敦自治市的一部分。上敏斯特曾是農村地區，屬於埃塞克斯郡。1885年，這裡開通了地鐵。